# Khalispur
Khalispur es una aldea en el tehsil de Varanasi del distrito de Varanasi, Uttar Pradesh, India. En 2011 su población era de 2.892 habitantes según el censo indio.  El pueblo está situado a orillas del río Ganges.
Cuenta con el servicio de la estación de tren de Khalispur, en la división ferroviaria Lucknow Charbagh de Indian Railways.  A pesar de esto, la mayoría de los trenes paran en la estación de tren de la ciudad de Ghazipur, que también es el centro de la ciudad.